# Zgornje Goriče, Štalenska gora
Zgornje Goriče (nemško Großgörtschach) je naselje v občini Štalenska gora v okraju Celovec-dežela na osrenje-severnem robu Celovškega polja na Koroškem v Avstriji.

## Cerkvena ureditev
Zgornje Goriče pripadajo dvojezični dekaniji Tinje, ki je bila do leta 1938 slovenska (razen Otmanj, ki so bile dvojezične, nemško-slovenske) ter je sedaj uradno dvojezična, medtem ko je župnija Timenica, kateri pripadajo Zgornje Goriče, uradno le še nemška. 

## Zgodovina
Šele v zgodnjem novem veku se je v virih začelo razlikovati med Zgornjimi Goričami  in Spodnjimi Goričami pri Timenici. Obe vasi sta bili verjetno podrejeni tirolskim grofom in njihovemu gospostvu Timenica, v druge roke pa sta prišli z odkupi in donacijami. V goriškem urbarju iz leta 1299 je v Goričah omenjena le ena posest.  
Tirolski grofje so Timenčanom dali v fevd šest hub oziroma kmetij v Zgornjih Goričah. Le-te so sledile zapletenem razvoju timenškega gospostva, prek katerega so od leta 1739 končno postali žrelski podložniki. Le usoda  hube Šik (nem. Schickhube) se je odvijala drugače. Bila je podrejena rodbini Mordax iz Partovce in je bil leta 1459 podarjen cerkvi  v Gospo Sveti - z namenom, da bi s svojim darom ohranil večno luč v stolnici.

### Goričica ali Goriška gora
Vendar je sama Goričica ali Goriška gora (nem. Görtschacher Berg) ostala last Goriških grofov. Le-to so kmetje iz Zgornjih in iz Spodnjih Gorič skupno uporabljali kmetje, za kar so morali v 16. stoletju plačati gospostvu v Kamnu v Podjuni in kasneje gospostvu Ženek v Podjuni skupni goldinar.
Medtem ko so to skupno last že v 18. stoletju razdelili na posamezne parcele, se je velik skupni pašnik v močvirnatem nižavju zahodno in severno od Zgornjih Gorič ohranil do konca 19. stoletja.

### Smolje
Prav ta skupni pašnik je mejil neposredno na Nico vas in zajel majhna posestva v Smoljah. Ta majhen zaselek, o katerem ni nobenega zapisa v zgodovinskih listinah, je torej nastal predvsem z naknadnim ločevanjem majhnih zemljiških parcel od pašnikov v Goričah. To se je verjetno zgodilo šele v začetku 16. stoletja. 
Medtem ko so Zgornje Goriče do danes ostale kmečka vas brez večje naselitvene dejavnosti, je bilo v Smoljah ob glavni cesti v zadnjih desetletjih zgrajenih nekaj zasebnih hiš.
Zgornje Goriče po letu 1564 skoraj postale žrtev zelo ambicioznega načrta. Dedna delitev Silberžanov (nem. Silleberger Erbteilung) je predvidevala, da bi tu zgradili plemiško rezidenco, zaradi česar bi morali preseliti kmete - podobno kot v Frajnberku ali v Gundrski vasi. Vendar gospodarska moč na tri dele deljenega gospostva Timenica ni zadostovala za takšne projekte.
Majhno posestvo p.d. Sackau na Goriški gori je ena redkih kmetij v občini, ki je očitno nastala s poznim krčenjem gozdov. 
Zaradi številnih požarov so današnja gospodarska poslopja v Zgornjih Goričah razmeroma mlada. Tako kot drugod je jedro stanovanjskih stavb iz leta 1830 in pozneje, medtem ko zidani skednji na stebre niso starejši od 150 let.

## Ledinska imena
V franciscejskem katastru so zapisana ledinska imena v obeh jezikih v smeri urinega kazalca z začetkom na severu:  »Ore«, »Weisenbach«, »Wotschein« na vzhodu onstran Goriške gore, na jugu »Großgörtschacher Feld« Zgornjegoriško polje in »Smerzhina«, na zahodu »Na Stuki« in »Bernza« ter  na severo-zahodu »Na Zirccunca«.

## Hišna imena
V zapisih slovenske Hranilnice in posojilnice Št. Tomaž iz Šenttomaža pri Celovcu je v Zgornji Goričah kot član zapisan Boštjan Kordaš, p.d. Ruprat (ali Roprat) v Goričah (sic!).
Wilhelm Wadl še omenja sledeči hubi: Šik in Sakau.)

## Narečje
Zgodovinsko domače slovensko narečje je (bila) poljanščina Celovškega polja, kot je bilo zapisano leta v doktorski disertaciji Katje Sturm-Schnabl leta 1973 ter terminološko opredeljeno kot takšno šele v okviru znanstveno raziskovalnega dela Bojana-Ilije Schnabl ob pripravah za Enciklopedije slovenske kulturne zgodovine na Koroškem (2010 oz.  2016).
Nemščina je prisotna v obliki osrednje-koroškega nemškega narečja.

## Slovensko kulturno življenje in emigracija
Začetek 20. stoletja so bile Zgornje Goriče zajete v kulturno življenje Slovenskega prosvetnega društva »Edinost Št. Tomaž«, ki je bilo ustanovljeno leta 1910 ter »Hranilnice in posojilnice Št. Tomaž«, ki je bila ustanovljena leta 1912/13 v Šenttomaža pri Celovcu. Med člani je zapisan Boštjan Kordaš, p.d. Ruprat v Goričah. Po maturi leta 1919 v Celovcu je bil angažiran v Narodem svetu v Velikovcu je dobil štipendijo za študij veterinarstva v Zagrebu, kje le leta 1927 promoviral. Na osnovi Senžermenske mirovne pogodbe je dobil jugoslovansko državljanstvo in se ni več vrnil na Koroško. Med letoma 1936 in 1969 je bil okrajni veterinarski inšpektor v Kamniku. 